# Ærkehertug Albrecht 2. Franz, hertug af Teschen
Ærkehertug Albrecht 2. Franz, hertug af Teschen (fulde navn: Erzherzog Albrecht Franz Josef Karl Friedrich Georg Hubert Maria von Österreich-Toskana, Herzog von Teschen) (født 24. juli 1897 i Baden bei Wien, Østrig-Ungarn, død 23. juli 1955 i Buenos Aires, Argentina) var medlem af Huset Habsburg-Lothringen og prætendent til titlen hertug af Teschen.
I Tjekkiet (og dermed også i det tidligere hertugdømme Teschen) var han kendt som Albrecht Rakouský (Albrecht František Josef Karel Bedřich Jiří Hubert Maria Habsbursko-Lotrinský)

## Forfædre
Albrecht 2. Franz var søn af Frederik af Østrig-Teschen (1856–1936), sønnesøn af Karl Ferdinand af Østrig-Teschen (1818–1874), oldesøn af Karl af Teschen (1771–1847) og tipoldesøn af den tysk-romerske kejser Leopold 2..

## Efterslægt
Ærkehertug Albrecht 2. Franz var gift morganatisk tre gange. Hans titler kunne derfor ikke gå i arv til hans børn. Slægtens overhoved Otto von Habsburg gav børnene uofficielle titler som grever og grevinder af Habsburg.